# IC 50
IC 50 је елиптична галаксија у сазвјежђу Кит која се налази на листи објеката дубоког неба у Индекс каталогу.
Деклинација објекта је - 9° 30' 12" а ректасцензија 0h 46m 5,7s. Привидна величина (магнитуда) објекта IC 50 износи 14,1 а фотографска магнитуда 15,1. IC 50 је још познат и под ознакама MCG -2-3-10, PGC 2698.